# Parainocellia (Parainocellia) braueri
Parainocellia (Parainocellia) braueri is een kameelhalsvliegensoort uit de familie van de Inocelliidae. De soort komt voor in Europa.
Parainocellia (Parainocellia) braueri werd voor het eerst wetenschappelijk beschreven door Albarda in 1891.